# Вторые Ключики
Вторые Ключики — село в Ординском муниципальном округе Пермского края России.

## История
Известно с 1776 года. До 2019 года входила в состав ныне упразднённого Красноясыльского сельского поселения Ординского района.

## География
Село находится в юго-восточной части края, в пределах Уфимского плоскогорья, к востоку от реки Ирени, на расстоянии приблизительно 19 километров (по прямой) к юго-западу от села Орды, административного центра округа. Абсолютная высота — 202 метра над уровнем моря.
Климат
Климат характеризуется как континентальный, с продолжительной многоснежной холодной зимой и коротким тёплым летом. Средняя многолетняя температура самого холодного месяца (января) составляет −17,3 °С (абсолютный минимум — −50 °С), температура самого тёплого (июля) — 24,8 °С (абсолютный максимум — 38 °С). Среднегодовое количество осадков — 470—500 мм.

## Население
| 2010 |
| ---- |
| 427  |

Половой состав
По данным Всероссийской переписи населения 2010 года в половой структуре населения мужчины составляли 47,8 %, женщины — соответственно 52,2 %.
Национальный состав
Согласно результатам переписи 2002 года, в национальной структуре населения русские составляли 99 % из 453 чел.